# برادی‌فرنی
برادی‌فرنی (انگلیسی: Bradyphrenia) یا کندی فکر یک اختلال مشترک در بسیاری از اختلالات مغز است. اختلالاتی که با برادی‌فرنی مشخص می‌شود شامل بیماری پارکینسون و اشکال اسکیزوفرنی است که در نتیجه باعث تاخیر در پاسخ و خستگی می‌شود. بیماران مبتلا به برادی‌فرنی ممکن است فرآیندهای فکری کند شده را توصیف کنند یا ممکن است نشان دهند که با افزایش تأخیر پاسخ مشهود است و همچنین شامل اختلال شدید حافظه و کنترل ضعیف حرکتی است. کلمه "برادی‌فرنی" از یونانی باستان به معنای "ذهن کند" گرفته شده است.